# North Lanarkshire
North Lanarkshire (en escocès: North Lanrickshire, en gaèlic escocès: Siorrachd Lannraig 1 Tuath) és un dels 32 consells unitaris (en anglès: council area) en què està dividida administrativament Escòcia. Limita al nord-est amb la ciutat de Glasgow i conté la major part dels seus suburbis. També limita amb els consells de Stirling, Falkirk, East Dunbartonshire, West Lothian i South Lanarkshire. El consell inclou part dels antics comtats de Lanarkshire, Dunbartonshire i Stirlingshire. La seva seu administrativa es troba a la ciutat de Motherwell.
L'àrea es va formar el 1996 per la unió dels antics districtes de Cumbernauld i Kilsyth, Motherwell i Monklands de l'antiga regió de Strathclyde.

## Principals ciutats (amb més de 10.000 habitants)
- Airdrie
- Bellshill
- Coatbridge
- Cumbernauld
- Kilsyth
- Motherwell
- Wishaw

## Ciutats menors
- Annathill
- Auchinloch
- Banton
- Bargeddie
- Birkenshaw
- Bogside
- Bonkle
- Calderbank
- Caldercruix
- Cardowan
- Carfin
- Carnbroe
- Chapelhall
- Chryston
- Cleland
- Croy
- Dullatur
- Forrestfield
- Garrion Bridge
- Gartcosh
- Glenboig
- Glenmavis
- Greengairs
- Hareshaw
- Harthill
- Holytown
- Longriggend
- Luggiebank
- Millerston
- Mollinsburn
- Moodiesburn
- Morningside
- Mossend
- Muirhead
- Murdostoun
- Newarthill
- Newhouse
- Newmains
- New Stevenston
- Overtown
- Plains
- Queenzieburn
- Ravenscraig
- Riggend
- Salsburgh
- Shotts
- Stand
- Stepps
- Tannochside
- Viewpark
- Wattston

## Consell de North Lanarkshire

### Composició política
| Partit       | Concellers |
| Laborals     | 33         |
| PNE          | 31         |
| Conservadors | 8          |
| Independent  | 5          |